# بني العشال اعلا (الرجم)

تعديل مصدري - تعديل

بني العشال اعلا هي إحدى قرى عزلة البشاري بمديرية الرجم التابعة لمحافظة المحويت، بلغ تعداد سكانها 696 نسمة حسب تعداد اليمن لعام 2004.